# Robert Monro
Robert Monro, död omkring 1680, var en skotsk militär och memoarförfattare.
Monro kom 1629 med Donald Mackays värvade höglandsregemente i svensk tjänst, där han snart blev överstelöjtnant, och bevistade bland annat slaget vid Frankfurt an der Oder, slaget vid Breitenfeld och tåget till Rhenlandet. Monros regemente bildade med två andra skotska regementen den "Gröna Brigaden", beskriven som ett av svenskarnas elitförband. Efter att hans regemente gick under i slaget vid Nördlingen författade han en berättelse om dess öden: Monro, His Expedition With the Worthy Scots Regiment Called Mac-Keys (1637), som innehåller målande och naiva bilder från Gustav Adolfs fälttåg och förhållandena i hans arméer. Efter att ha återkommit till Skottland blev han slutligen generallöjtnant.